# Pouso de Paranapiacaba
O Pouso de Paranapiacaba é um monumento localizado na Rodovia Caminho do Mar (SP-148), mais conhecida como Estrada Velha de Santos. Está no início da descida da Serra do Mar e faz parte do roteiro histórico e ecoturístico do Parque Caminhos do Mar.

## Histórico
Foi inaugurado pelo governador Washington Luís em 1922. É um dos monumentos históricos que foram construídos ao longo da Rodovia Caminho do Mar para a comemoração do centenário da Independência do Brasil.
De autoria do arquiteto Victor Dubugras, era usado como ponto de parada para os viajantes descansarem. O Pouso contava, inclusive, com uma bica para fornecer água para os radiadores dos carros.